# Little Women (pel·lícula de 1919)

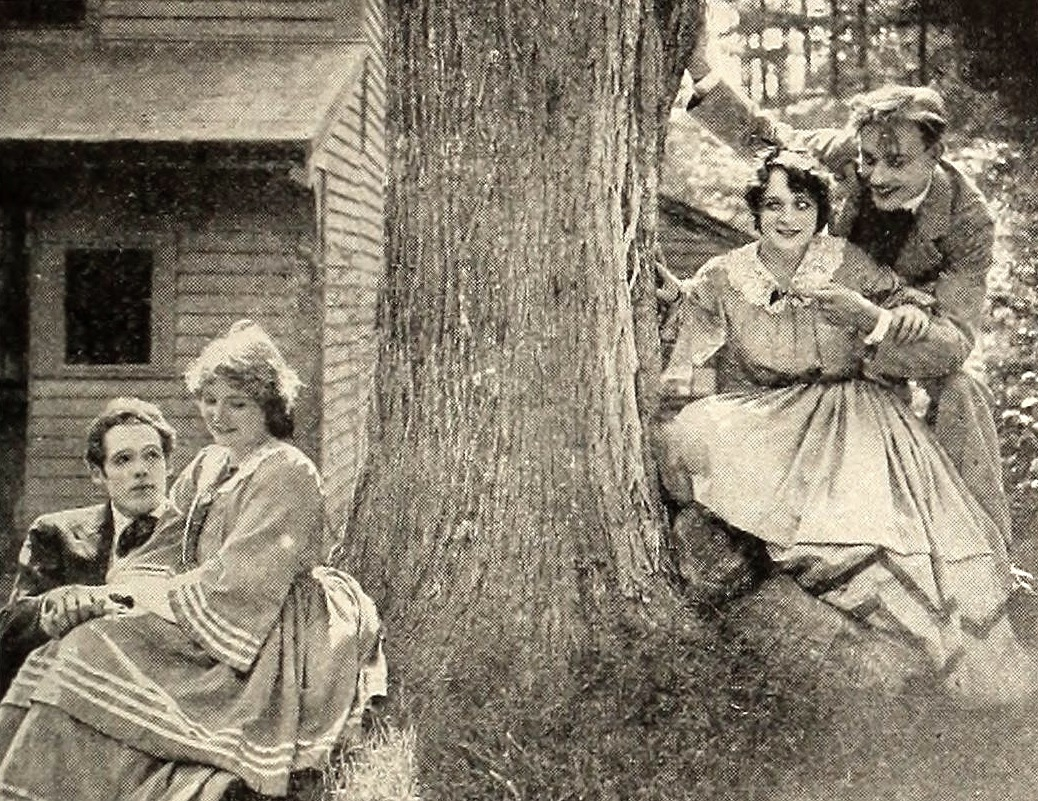
Fotograma de la pel·lícula amb Henry Hull, Isabel Lamon, Dorothy Bernard i Conrad Nagel

Little Women' és una pel·lícula muda dirigida per Harley Knoles i protagonitzada per Isabel Lamon i Dorothy Bernard, entre d'altres. La pel·lícula, basada en la famosa novel·la de Louisa May Alcott, es va estrenar el 5 de gener de 1919. Constitueix el debut de Conrad Nagel al cinema. Es considera una pel·lícula perduda.

## Argument
El senyor i la senyora March viuen amb les seves quatre filles Jo, Beth, Meg, i Amy en un poble de Nova Anglaterra abans de la Guerra Civil Americana. El senyor March accepta un càrrec a Washington, i després es posa malalt. La senyora March decideix anar-lo a cuidar. Per tal de poder pagar el viatge de la mare, Jo es ven el seu cabell cosa que al final no és necessària ja que la tieta March acaba finançant-lo. El senyor March retorna to Nova Anglaterra i es reuneix amb la família que més tard queda colpida per la mort de Beth. Eventualment, Jo, Meg, i Amy es fan adultes i es casen.

## Repartiment
- Isabel Lamon (Meg March)
- Dorothy Bernard (Jo March)
- Lillian Hall (Beth March)
- Florence Flinn (Amy March)
- Conrad Nagel (Laurie Laurence)
- Kate Lester (senyora March)
- Henry Hull (John Brooke)
- George Kelson (senyor March)
- Julia Hurley (tieta March)
- Lynn Hammond (professor Friedrich Bhaer)
- Nellie Anderson (Hannah)
- Frank De Vernon (Mr. Lawrence)
- John Brooke (Henry Hull)